# バルレッタ
バルレッタ（イタリア語: Barletta ( 音声ファイル)）は、イタリア共和国プッリャ州中部にある都市で、その周辺地域を含む人口約95,000人の基礎自治体（コムーネ）。バルレッタ＝アンドリア＝トラーニ県の県都とされている都市の一つ。
アドリア海に面した港湾都市で、市域はオファント川河口右岸（東岸）側に広がる。市域に含まれるカンネ・デッラ・バッターリアは、ハンニバルがローマ軍を殲滅したカンナエの戦い（紀元前216年）の舞台として知られる。

## 名称
- バーリ方言 (it) : Varrétte または Barlétte [4][5]

## 地理

### 位置・広がり
バルレッタ＝アンドリア＝トラーニ県北部のコムーネで、アドリア海に面する。隣接するアンドリア、トラーニとともに、バルレッタ＝アンドリア＝トラーニ県の県都とされている都市の一つである。アンドリアの北約10km、州都バーリの西北西約54km、フォッジャの東南東約64kmに位置する。

#### 隣接コムーネ
隣接するコムーネは以下の通り。
- トラーニ - 南東
- アンドリア - 南
- カノーザ・ディ・プーリア - 南西
- サン・フェルディナンド・ディ・プーリア - 西
- トリニターポリ - 北西
- マルゲリータ・ディ・サヴォイア - 北西

## 歴史
2004年にバルレッタ＝アンドリア＝トラーニ県が設置（自治体としての発足は2009年）されると、バーリ県から移された。

## 行政

### 行政区画
バルレッタには以下の分離集落（フラツィオーネ）がある。
- Canne della Battaglia（カンネ・デッラ・バッターリア）
- Fiumara
- Montaltino

## 文化
1984年に音楽文化振興協会が設立され、クラシック音楽の振興を行なっている。特に1990年より、「若い音楽家のためのバルレッタ市国際コンクール（Concorso Internazionale per Giovani Musicisti "Città di Barletta"）」が開催されている。

## スポーツ

### サッカー
サッカークラブチーム、SSバルレッタ・カルチョの本拠地である。2012-13シーズン現在はレガ・プロ・プリマ・ディヴィジオーネ（3部リーグ）に属している。ホームスタジアムは、スタディオ・コジモ・プッティッリ (it:Stadio Cosimo Puttilli) 。

## 交通

### 道路
高速道路
バルレッタ市街の南、アンドリア市街との間にアウトストラーダ A14のアンドリア・バルレッタ出入口がある（所在地はアンドリア市域）。
国道
- SS16bis
- SS16

### 鉄道

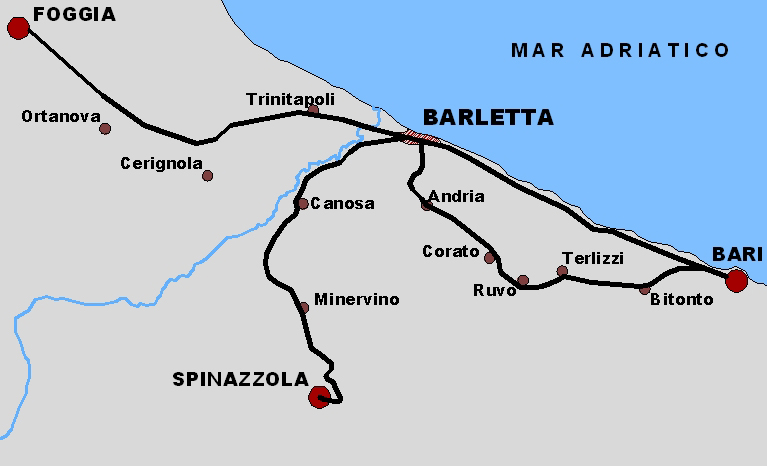
バルレッタを中心とする鉄道網

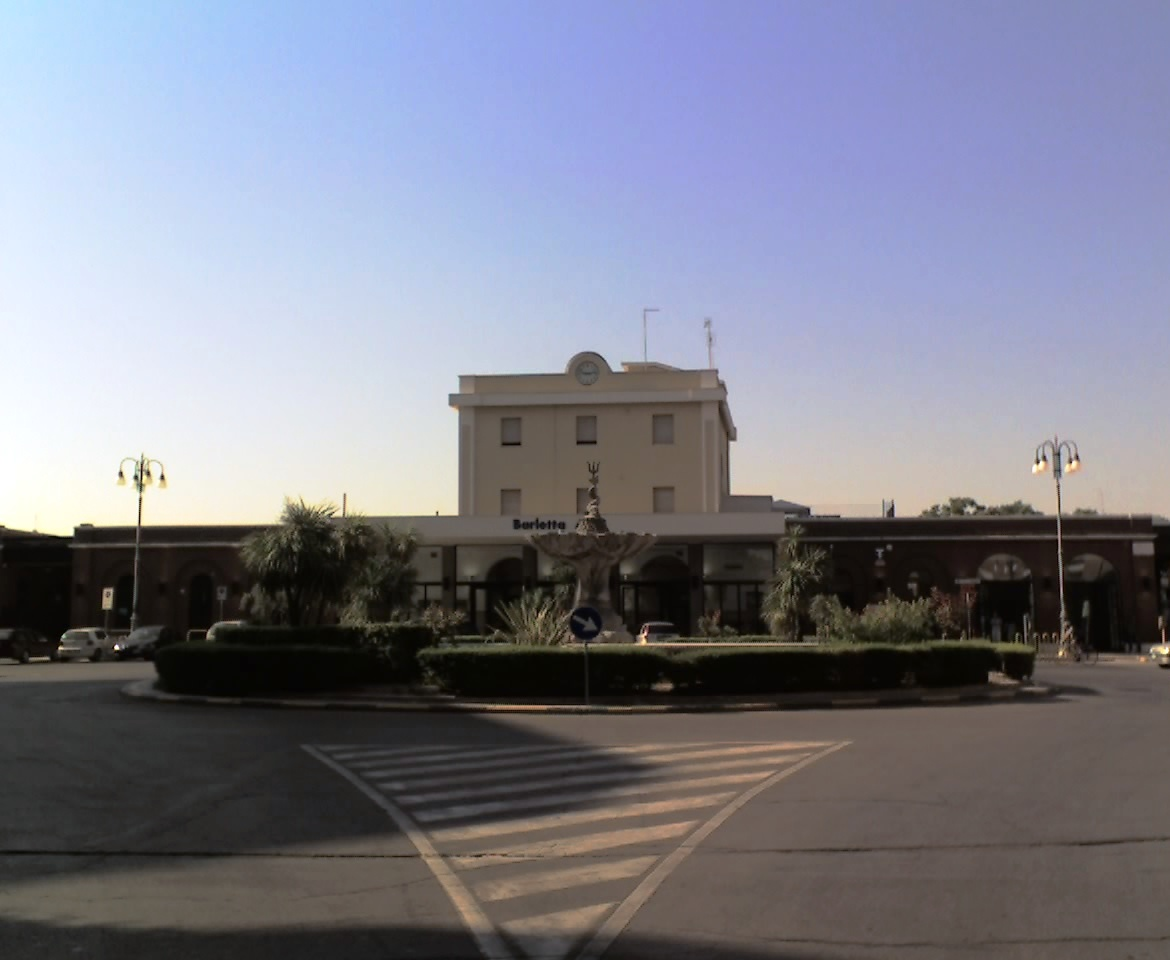
RFIのバルレッタ駅

レーテ・フェッロヴィアーリア・イタリアーナ (RFI)
- アドリアティカ線 (it:Ferrovia Adriatica) 
〔アンコーナ - ペスカーラ - フォッジャ〕 - バルレッタ駅 (it:Stazione di Barletta)  - 〔トラーニ - バーリ - レッチェ〕
- バルレッタ＝スピナッツォーラ線 (it:Ferrovia Barletta-Spinazzola) 
バルレッタ駅 - 〔スピナッツォーラ〕

ノルド・バレーゼ鉄道
- バーリ＝バルレッタ線 (it:Ferrovia Bari-Barletta) 
バルレッタ中央駅 (it:Stazione di Barletta Centrale)  - バルレッタ・スカロ駅 (it:Stazione di Barletta Scalo)  - 〔アンドリア - ビトント - バーリ〕

ノルド・バレーゼ鉄道  (it:Ferrovie del Nord Barese) は、フェロトラムビアーリア社 (FT)  (it:Ferrotramviaria)  によって運行される鉄道網である。RFIのバルレッタ駅と、FTのバルレッタ中央駅は隣接している。

### 港湾
- バルレッタ港 (it:Porto di Barletta)

## 人物

### 著名な出身者
- ジュゼッペ・デ・ニッティス - 19世紀の画家。
- カルロ・カフィエーロ（英語版） - 19世紀のアナキスト。
- カルロ・マリア・ジュリーニ - 指揮者。
- フランチェスコ・モンテリージ（英語版） - カトリック聖職者、枢機卿。
- ピエトロ・メンネア - 陸上競技短距離選手。五輪金メダリスト、元世界記録保持者。
- ジェンナーロ・デルヴェッキオ - サッカー選手。